# Leptoclinides kerguelenensis
Leptoclinides kerguelenensis är en sjöpungsart som beskrevs av Kott 1954. Leptoclinides kerguelenensis ingår i släktet Leptoclinides och familjen Didemnidae.
Artens utbredningsområde är Södra Ishavet. Inga underarter finns listade i Catalogue of Life.